# Clybourne Park
Clybourne Park es una obra de teatro de Bruce Norris. La obra se estrenó en el Playwrights Horizons en Nueva York el 1 de febrero de 2010. Es como una respuesta a la obra de 1959 de Lorraine Hansberry A Raisin in the Sun; y muestra eventos antes y después de la obra de Hansberry con otros eventos históricos. Según el Washington Post: "(es) una gran historia y brillante, aplica buenas cosas para una mejor vida".
La obra ganó varios premios, entre ellos el Premio Laurence Olivier (2011) y el Premio Tony (2012). 